# Xa ngoài kia nơi loài tôm hát (phim)
Xa ngoài kia nơi loài tôm hát (tiếng Anh: Where the Crawdads Sing) là một bộ phim điện ảnh Mỹ thuộc thể loại bí ẩn – tâm lý – chính kịch công chiếu năm 2022 dựa theo cuốn tiểu thuyết cùng tên ra mắt vào năm 2018 của nhà văn Delia Owens. Tác phẩm do Olivia Newman làm đạo diễn từ kịch bản do Lucy Alibar chắp bút, và được Reese Witherspoon và Lauren Neustadter hợp tác sản xuất dưới hãng phim Hello Sunshine. Với sự tham gia diễn xuất của Daisy Edgar-Jones, Taylor John Smith, Harris Dickinson, Michael Hyatt, Sterling Macer Jr., Jojo Regina, Garret Dillahunt, Ahna O'Reilly, và David Strathairn, tác phẩm theo chân Kya Clark – một cô gái bị gia đình bỏ rơi, lớn lên ở vùng đầm lầy phía nam thị trấn Barkley Cove vào những năm 50. Khi Chase Andrews – một ngôi sao bóng bầu dục của thị trấn được phát hiện đã qua đời, nhiều người dân bắt đầu dồn mọi mối nghi ngờ vào cô.
Dàn diễn viên của bộ phim đã được xác nhận từ tháng 1 đến tháng 6 năm 2021, và bộ phim được khởi quay tại New Orleans và Louisiana từ tháng 3 đến tháng 6 cùng năm. Mychael Danna là người soạn nhạc phim cho tác phẩm, và trong album nhạc phim có cả ca khúc chủ đạo mang tên "Carolina" của Taylor Swift. Ca khúc sau này được đề cử tại các giải thưởng lớn như giải Critics' Choice Award, giải Quả cầu vàng, giải Grammy, và giải Satellite.
Xa ngoài kia nơi loài tôm hát có buổi công chiếu tại Bảo tàng Nghệ thuật Hiện đại vào ngày 11 tháng 7 năm 2022, và được hãng Columbia Pictures của Sony Pictures Releasing phát hành tại Mỹ vào ngày 15 tháng 7 năm 2022 và tại Việt Nam vào ngày 1 tháng 9 năm 2022. Sau khi ra mắt, bộ phim nhận về những lời nhận xét trái chiều từ giới chuyên môn, họ khen ngợi về diễn xuất của Edgar Daisy-Jones và kỹ thuật quay phim, nhưng chỉ trích về sự thiếu mạch lạc trong khâu tông phim của tác phẩm. Mặc dù vậy, khán giả đều dành những lời đánh giá tích cực cho bộ phim, qua đó tác phẩm là một thành công về mặt doanh thu khi thu về 140,2 triệu USD từ kinh phí sản xuất 24 triệu USD.